# Larry King
Lawrence Harvey "Larry" King (n. 19 noiembrie 1933, New York City, New York, SUA – d. 23 ianuarie 2021, Beverly Grove⁠(d), California, SUA) a fost un moderator american de radio și televiziune. El a fost recunoscut în Statele Unite ale Americii ca fiind unul dintre cei mai mari intervievatori. A câștigat un Premiu Emmy, două Peabody Award și zece Cable ACE Award.

## Activitate
- În anul 1957, el debutează ca DJ într-o emisiune matinală pe postul W.A.H.R. din Miami, Florida.
- În 1978, el își schimbă frecvența de emisie pe postul MBS, care a avut o fereastră de acoperire a teritoriului de la estul la vestul Statelor Unite. Emisiunea se transformase într-un talk-show pentru nopți albe.
- Din 1982, el începe să scrie articole de presă pentru USA Today (ziar USA).
- Din 1987, emisiunea de talk-show se mută la postul CNN și continuă activitatea din studiourile de la Los Angeles, New York și Washington, D.C.
- În anul 2001 încetează publicarea de articole pentru ziarul american.
- În urma unei complicări majore a sistemului cardiac, el publică două cărți unde 'tratează amatoricește' medicina umană și sistemul sanitar din Statele Unite. Pentru prima lucrează împreună cu senior-editorul B.D. Collins(editor pe teme medicale), coleg de breaslă la ziarul săptămânal "News Day"
- În data de 16 decembrie 2010, postul CNN a anunțat finalul emisiunii de 30 de ani, dupa ce moderatorul a constatat că nu mai este la fel de sănătos pentru tubul catodic.[9]

## Viața personală
King a fost căsătorit de opt ori, cu șapte femei diferite.

## Premii
În anul 1982, King a primit premiul american Peabody pentru excelență în domeniul radio, dar și primul premiu pentru activitatea sa din televiziune.